# A repülés története

## A középkorban
A középkorban sok vakmerő kísérletező csatolt szárnyszerű alkotmányt magára, azután leugrott egy toronyból vagy egy szikla tetejéről - de mind lezuhant, és közülük sokan halálra is zúzták magukat. A XV. századi Itália csodálatos művésze és gondolkodója, Leonardo da Vinci is megpróbálta megfejteni a repülés rejtélyét. Ő is hitt abban, hogy eltanulhatjuk a madarak fortélyait, de rájött, hogy az emberi kar túl gyenge ehhez, nem tud sokáig csapkodni a rákötött szárnnyal. Ezért szárnymozgató gépezeteket, ornithoptereket tervezett, amelyeknek rajzait évszázadokkal később jegyzetei között találták meg. Leonardo sohasem próbálta meg megépíteni ezeket a gépezeteket, igaz, nem is tudott volna velük repülni, hiszen az ő korában még nem voltak megfelelően könnyű anyagok. Bár a madarak röptének minden titkát még ő sem tudta eltanulni, de a legelsők között volt, aki már tudományos alapon próbált repülő gépezeteket alkotni.

## Repülés hőlégballonnal

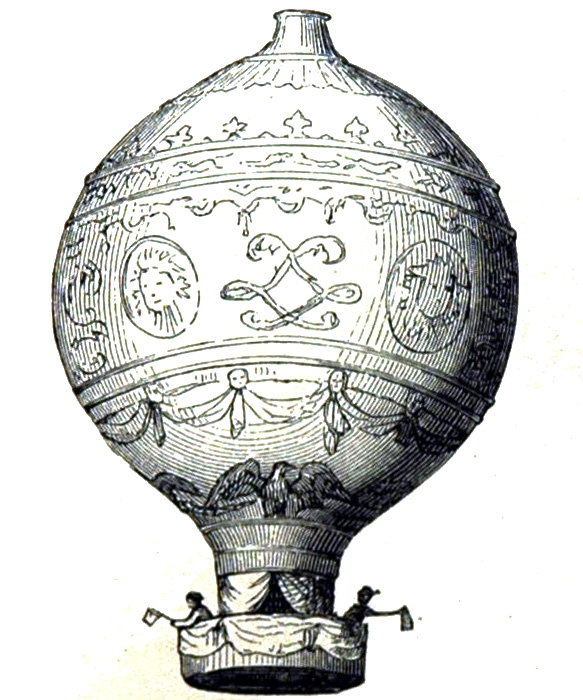
A Montgolfier fivérek hőlégballonja

Az 1700-as évek közepén a franciaországi Annonay-ban működő papírgyáros család két sarja, a később csak Montgolfier fivérekként ismert Josef és Etienne kísérletezni kezdtek, és először vízgőzzel próbálták magasba emeltetni hőlégballonjukat, de a kihűlő vízgőz kicsapódott és átnedvesítette a papírból készült ballont.
Először üresen engedték fel léggömbjüket a magasba, később állatokat (egy juhot, egy kakast és egy kacsát) helyeztek a kosárba. Végül eldöntötték, hogy elvégzik az első emberes repülést. XVI. Lajos király rabokat akart a próbarepülésre felhasználni, de egy fiatal orvos, Pilâtre de Rozier (ő lett később az első ember, aki légibalesetben meghalt) és François Laurent Arlandes márkija vállalta, hogy beszállnak a légballon gondolájába. Így, az első, embert is szállító hőlégballonos repülést ők hajtották végre 1783. október 19-én Párizs mellett. A hivatalos, több száz meghívott előtt végrehajtott repülésre 1783. november 21-én került sor. A repülés 25 percig tartott, ezalatt kb. 7,5 km-t sikerült megtenni.

## A léghajózás
Léghajózásnak nevezzük az arra alkalmas készülékkel a levegőbe való emelkedésnek és abban bizonyos irányban való haladásnak a mesterségét. Ennek két módja az ismeretes: az aerosztatikai és az aerodinamikai.
Aerosztatikainál az emelkedést burkolatba (ballon) zárt, levegőnél kisebb sűrűségű gáz idézi elő, a vízszintes haladást a levegő áramlása, azaz a szél okozza.
Az aerodinamikai azt jelenti, hogy a széltől függetleníteni akarjuk az irányítást. Ekkor a léggömbre motort kell szerelni, amely a légcsavarja segítségével tetszőleges irányban haladhat. Mivel eleinte ezek a légi járművek majdnem mind gömb vagy körte alakúak voltak, ezért ballonoknak nevezték őket. A mai léghajók alakjai változatosabb formákat mutatnak.
Az I. világháború elején a németek nagy eredményeket értek el a kormányozható léghajóikkal. Különösen kitűntek a Zeppelin-léghajók a Belgiumba való bevonuláskor.

## A légcsavar kialakulása
A mai formában ismert – motorteljesítményhez és levegőáramláshoz optimalizált – légcsavar korai változata először a Wright fivéreknél jelent meg 1903-ban. Gépük a Kitty Hawk (1900-ban az észak-karolinai Kitty Hawkba költöztek – innen a név), fából faragott légcsavarral és egy bicikliműhelyben épített motorral szállt fel. A légcsavar hatékonysági mutatója 80%-os volt. Ők ismerték fel először, hogy a légcsavarlapát szárnyként viselkedik, és a saját profilja körüli áramlásnak számítható aerodinamikája van, illetve már ebben a korai stádiumban is végeztek szélcsatorna kísérleteket, ahol megfigyelhették a légcsavarok körüli áramlásokat. Ennek eredményeként még ma – száz évvel munkásságuk után – is ugyanazon elvek alapján számítják és alakítják ki a leghatékonyabb légcsavarformákat.
A tudományos megfigyeléseken és számításokon alapuló műszaki megoldások előtt is már sokan tettek kísérletet kezdetleges légcsavarhajtás előállítására, ahogyan az alábbi képeken látható. Ezek a mai értelemben véve még nem légcsavarok, de létezésük szükséges volt a mai korszerű légcsavarig vezető hosszú úton.

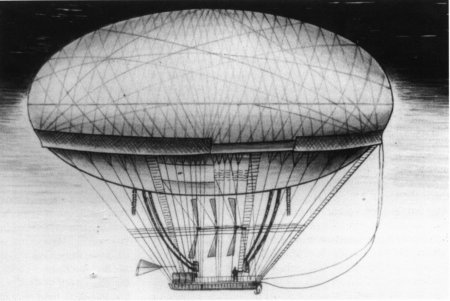
Légcsavarral hajtott repülőszerkezet terve, Jean-Baptiste Marie Meusnier de La Place (1754-1793)
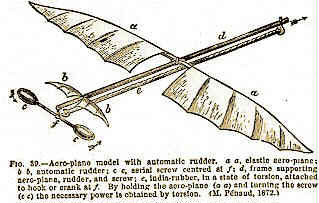
Alphonse Pénaud terve, a Planaphore, 1871
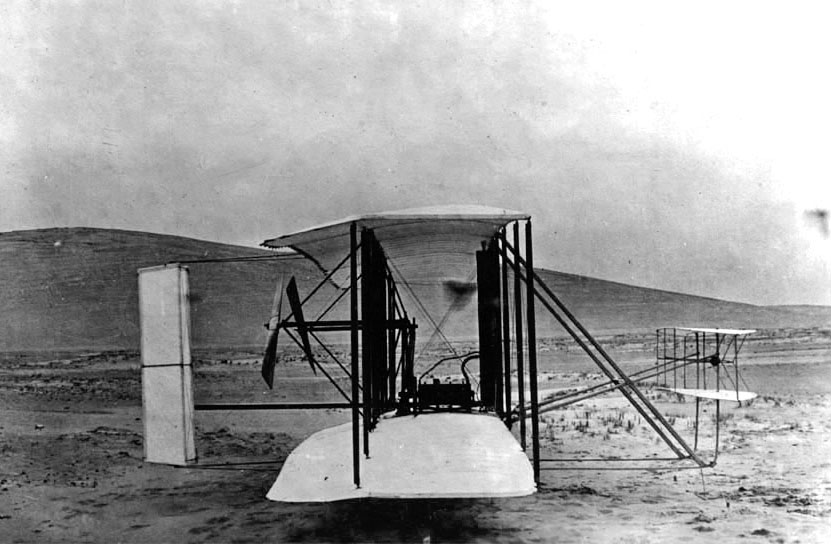
A Wright fivérek első légcsavaros gépe, a Kitty Hawk 1903-ban
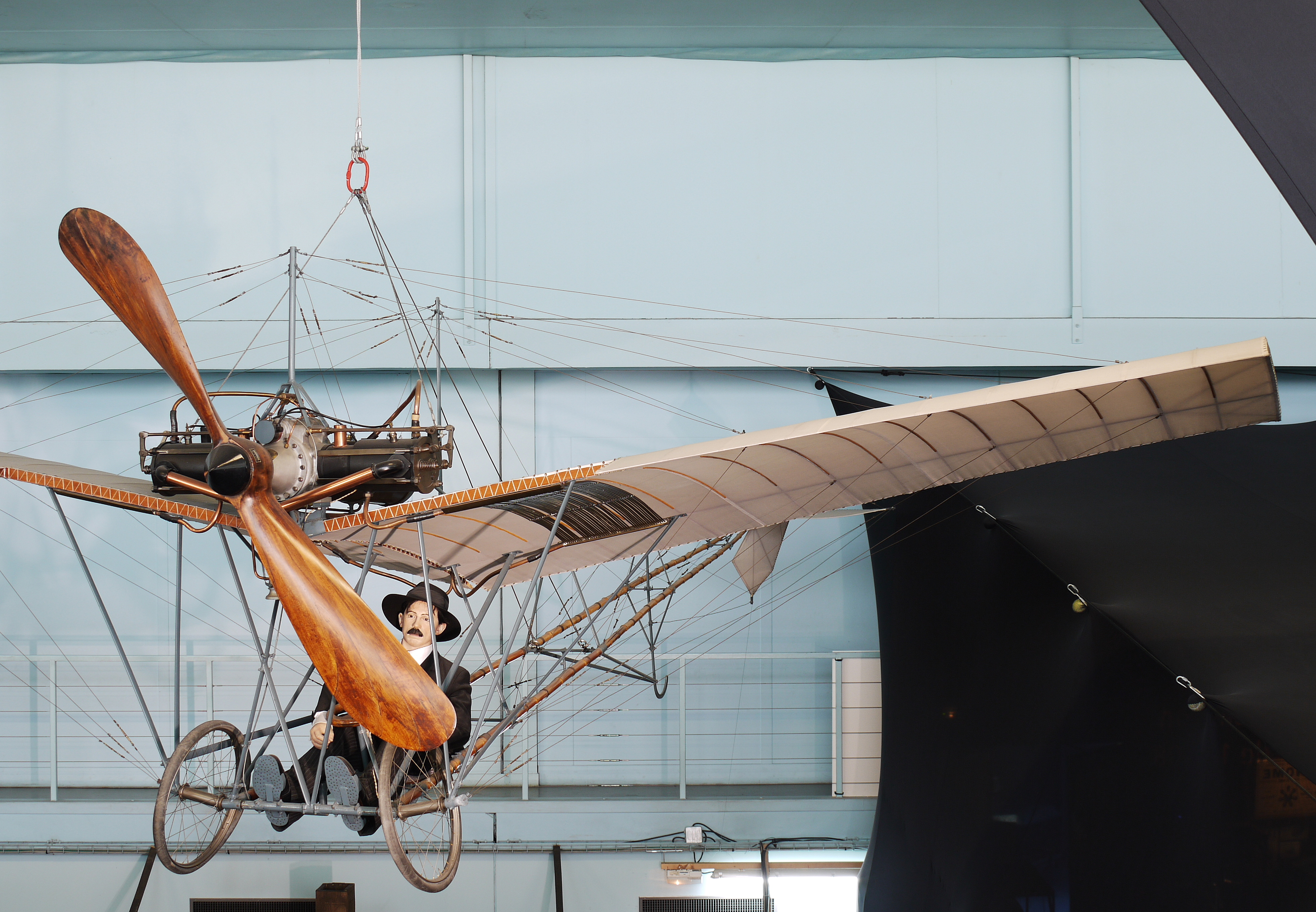
A "Demoiselle" nr. 21, Alberto Santos-Dumont gépe (1909)

## A siklórepülés

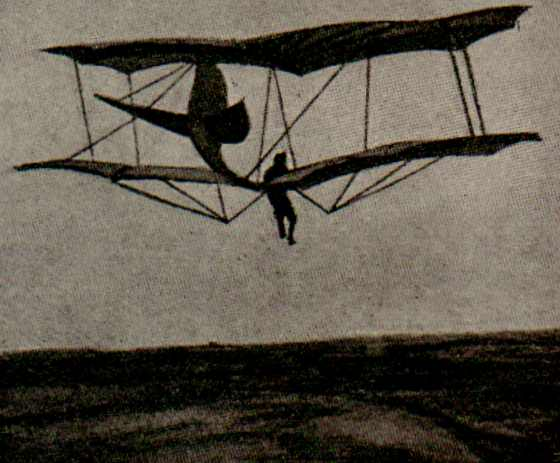
Lilienthal siklórepülőgépén

A levegőnél nehezebb gépekkel való dinamikus repülésnek három rendszere volt.
- az aeroplán,
- a helikopter és
- az ornithopter.

A legtökéletesebb ezek közül ebben az időben az ornithopter-rendszer, amelyet magyarul „madárszárnyszerű repülésmód”-ot jelent. E rendszernél a felhajtóerőt adó szerv – a szárny – egyszersmind a hajtóeszköz (propeller) is.
A természet repülőművészei, a madarak, szélcsend esetén is a repülés legtökéletesebb módját választják, de van lehetőségük rá, hogy megmerevített szárnyakkal, az aeroplán módszere szerint vitorlázzanak. Ezzel ki tudják használni a szél turbulenciájában rejlő energiákat, vagy a relatív siklórepülést. Az akkor használatos repülőgépek merev szárnnyal épültek. A szárnyakon felhajtóerő ébred, amely a súlyt emeli, az ellenállásokat a motor forgatta propeller győzi le. A siklórepülést - ami a motor nélküli repülés egyik fajtája - már Lilienthal is felhasználta. (Lásd a képet)

## Az első igazi repülőgépek

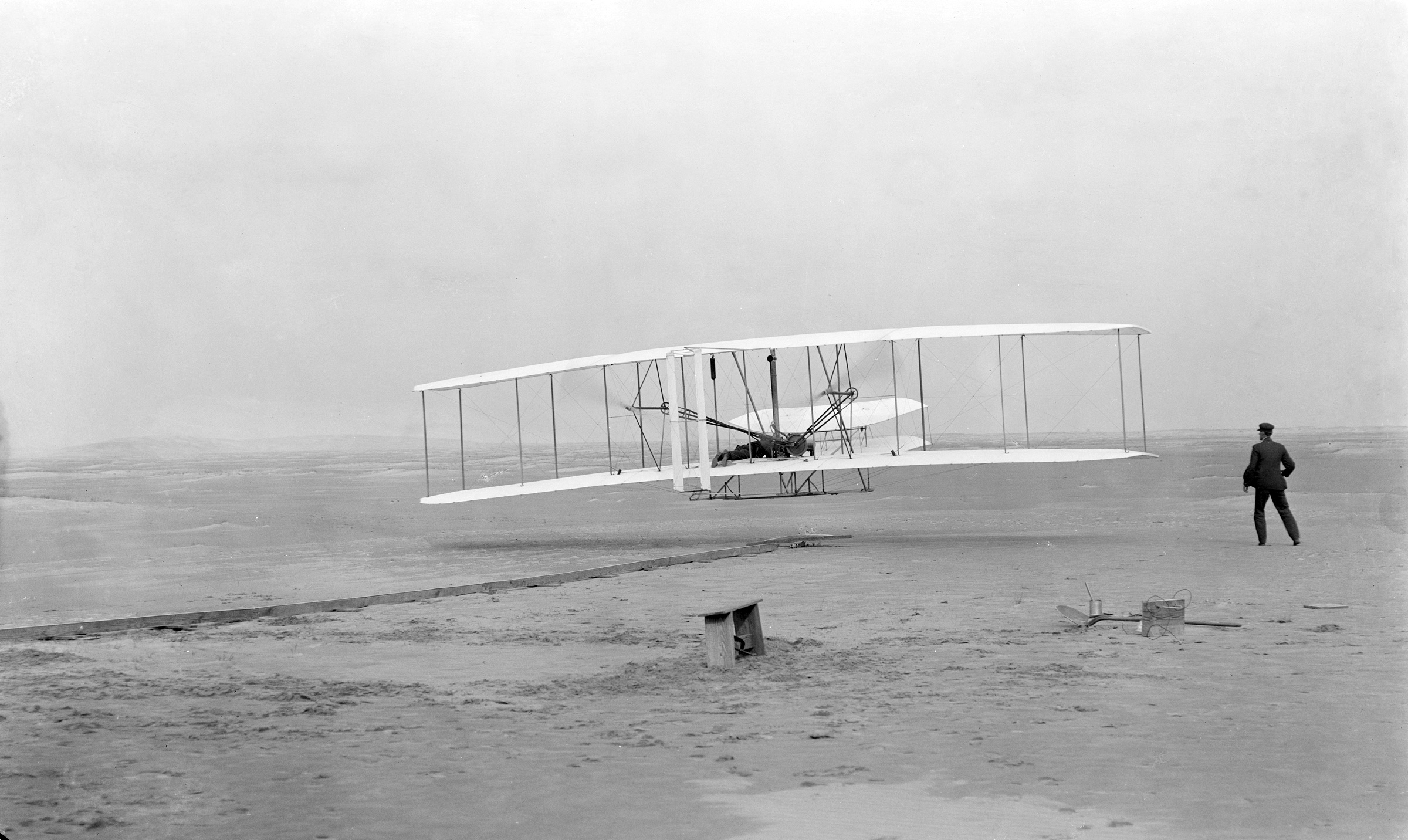
A Wright fivérek gépe, a Wright Flyer

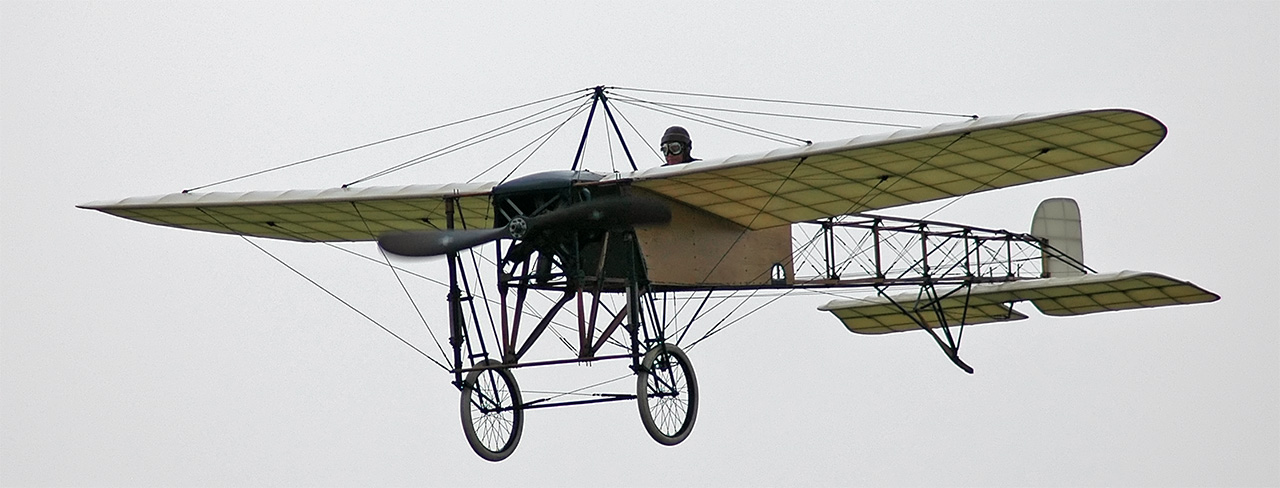
Blériot gépe

A Wright fivérek alkották meg az első működőképes repülőgépet, a Wright Flyert. 1903-ban építették meg a Wright Flyert, amelyre később Flyer I-ként hivatkoztak. Ez a gép Kitty Hawkként is ismert. A gépet faragott légcsavar és a Taylor által Daytonban, a bicikliműhelyben épített motor hajtotta. A légcsavar hatékonysági mutatója 80%-os volt. A motor sokkal jobb volt, mint a legtöbb akkoriban gyártott motor, elég könnyű és erős volt ahhoz, hogy repülőgépben használják. A motorban használt lánc – nem meglepő módon – egy biciklilánc volt. 1903. december 17-én emelkedtek először a levegőbe, mindketten kétszer. Az első repülés során Orville 39 métert repült 12 másodperc alatt, ezt egy híres fényképen is megörökítették. A nap negyedik repülése volt az egyetlen, amelyet valójában irányítani is tudtak, Wilbur 279 métert repült 60 másodperc alatt.
Louis Blériot (1872. július 1. Cambrai, Franciaország – 1936. augusztus 2. Párizs) francia mérnök, konstruktőr, a repülés egyik úttörője, 1909. július 25-én Calais és Dover között átrepülte a La Manche csatorna 37 km-es távolságát 36 perc alatt.

## A magyar repülésügy fejlődése az I. világháború végéig
A magyar repülők helyzete korántsem volt olyan kedvező, mint a külföldi úttörőké. Míg külföldön az állam és a magánemberek tekintélyes összegekkel támogatták a repülés ügyét, addig Magyarországon teljesen közönyösek voltak iránta. Blériot az 1909-es La Manche átrepülése után, ugyanezen év októberében Budapesten ejti bámulatba a nézők ezreit. A hazai repülők pedig még csak a kezdet kezdetén voltak ekkor.
A Magyar Aeroklub 1910-ben nemzetközi versenyt rendezett. Ez technikai szempontból azt jelentette, hogy a külföldi résztvevők sikere a magyar repülés fejlődésére bizonyos hatással volt. A helyzet a repüléstudomány művelése területén is sivár volt. Bánki Donát a műegyetemen az 1913/14. tanévben fakultatív tárgyként kezdte meg az oktatását. Bánki figyelmét a repülés problémáira a stabilizálás kérdésére irányította.
Giroszkóppal vezérelt szervomotoros stabilizátort szerkesztettek Melczer Tibor és Vágó Pál mérnökök. Ennek alapelvei szerint tervezte Vágó a háború után a német Zeiss cég számára repülőgépről fényképező készülék automatikus felfüggesztő szerkezetét.
Külföldön a sorozatos repülésügyi sikerek lehetővé tették a jól bevált géptípusok sorozatgyártását. A hadvezetőség korán felismerte a repülőgép katonai alkalmazásának szükségességét. Gyártható típus nem volt, de ennek ellenére 1913-ban megalakult Budapesten a Magyar Repülőgépgyár, amelynek első vezetője a jó nevű pilóta, Wittmann mérnök volt. 1914-ben az aszódi javítóintézet karosszéria műhelyéből létrejött a Lloyd gyár. A magyar ipar mindjárt a háború első heteiben tudta biztosítani a magyar hadsereg repülőgép-szükségletét. A magyar gyárak 1918-ban 778 repülőtestet (sárkányt), a háború egész tartama alatt 2069 db testet és 1146 db motort gyártottak. Összehasonlításul az ellenséges nagyhatalmak össztermelése 14 000 sárkány és 200 000 motor volt. A szövetséges Németország 47 000 sárkányt és 42 000 db motort gyártott.

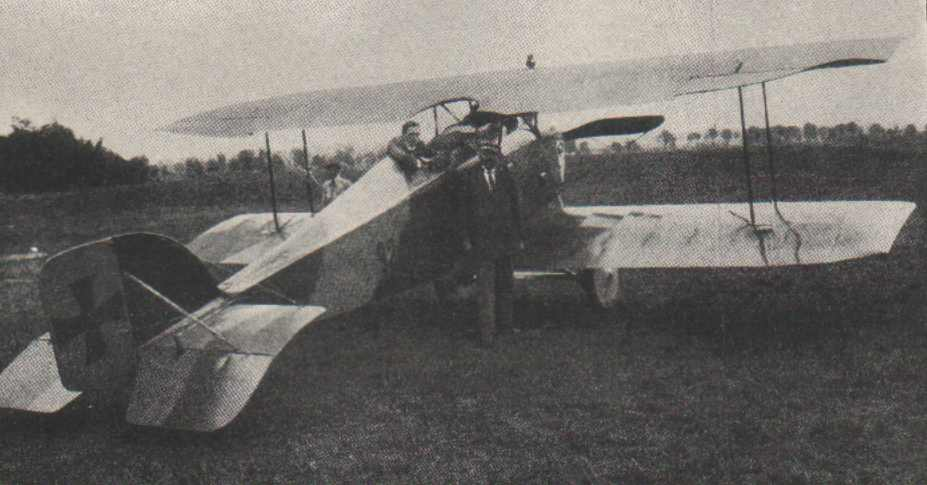
Az I. világháborúban készített magyar vadászrepülőgép

Érdekes próbálkozásként meg kell említeni a Petróczy–Kármán–Zurovec féle kötött helikoptert. Ez lényegében egymás fölé helyezett, függőleges tengely körül ellentétes irányba forgó két darab 6 m átmérőjű légcsavarból állt. A tengelyek egyike csőtengely volt, amelyet kúpos kerékkel három egyenként 120 LE-s motor hajtott meg. Több sikeres emelkedés után 50 méter magasban félóra hosszat tartózkodott a gép, de ezután lezuhant, amire a további kísérletek abbamaradtak.

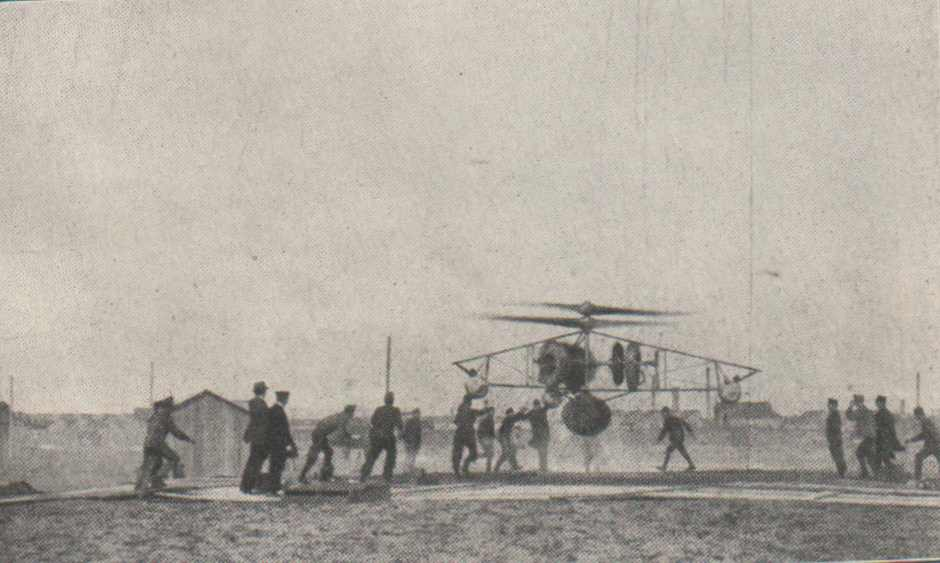
Az első magyar helikopter földet ér

Az összeomlás után az előállott helyzet a termelőmunkára igen bénítóan hatott, s emiatt a repülőgépgyártás is abbamaradt. A világháborúból visszamaradt gépeket a románok hurcolták el. A megmentett és a később épített gépekből 1920 februárjában megalakult a Magyar Aeroforgalmi Rt; amely postaforgalmi munkát és személyszállítást végzett. 1921-ben az állami támogatás elmaradása miatt szűnt meg.
A trianoni békeszerződés miatt az antant az összes magyarországi repülőgépet megsemmisítette. 1921 tavaszán pedig a katonai ellenőrző bizottsága a Magyar Aeroforgalmi Rt. (MAEFORT) további működését is megtiltotta azzal az indokkal, hogy a vállalat katonai célok szolgálatában áll – december 6-án pedig fel is számolták. Az építési tilalmat csak 1922 végével oldotta fel, súlyos korlátozásokkal. Csak olyan gép volt építhető, amelynek a motorja maximálisan 60 LE, katonai célokra nem alakítható át, legnagyobb emelkedési magassága 4000 méter és a maximális sebessége 170 km/óra lehetett. 1927 júniusában engedményeket tettek, de hadicélú gépek építését továbbra is tiltották. Még életben volt Magyarországon a békeszerződésben kimondott repülési tilalom, amikor a Franco-Roumain légiforgalmi társaság 1922 tavaszán megindította a Párizs–Strassburg–Prága–Budapest légi járatát. E légitársaság felkérésére a Magyar Királyi Posta rádió-kirendeltséget létesített Mátyásföldön. November 17-én a szövetséges hatalmak feloldották a magyarországi repülési tilalmat is és rövidesen két magyar légiforgalmi vállalkozást is alapítottak
Budapesten: a Magyar Légiforgalmi Rt.-t (MLRt.) és a német érdekeltségű Aeroexpress Rt.-t.

## Gyorsul a fejlődés
Deperdussin (1909)

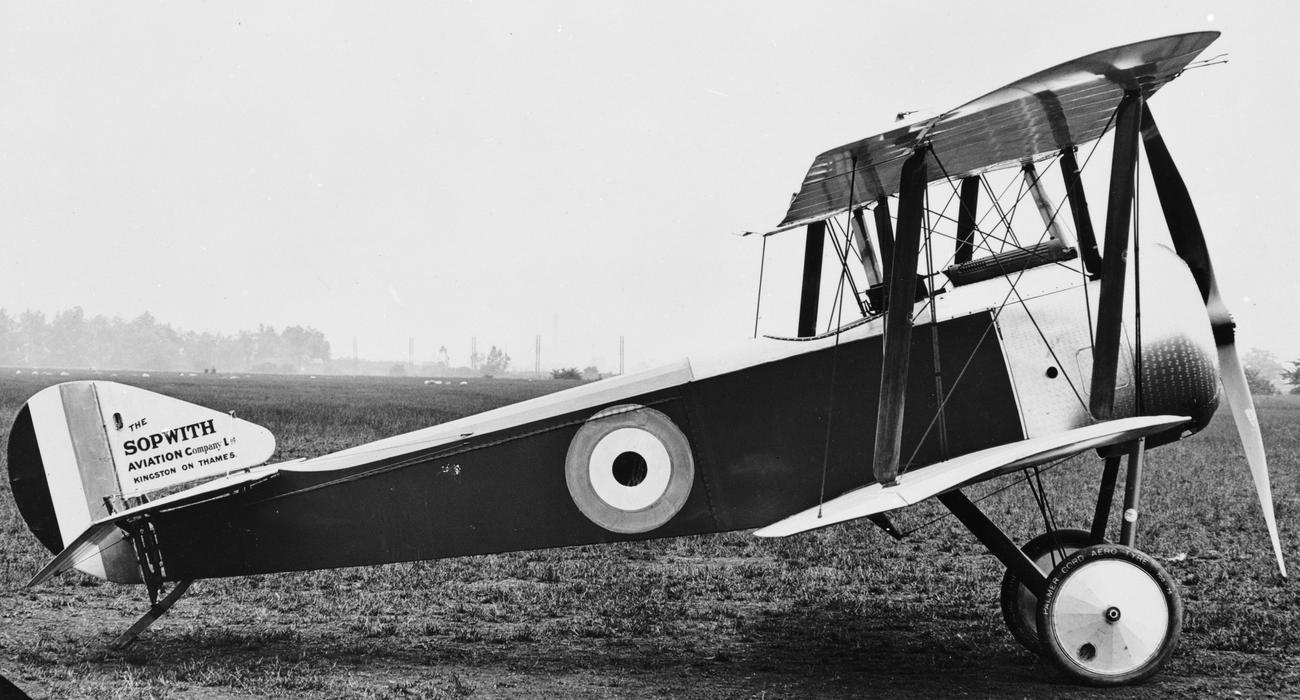
Sopwith Pup

Az első világháborút megelőző években a Deperdussin cég monoplánjai a legjobbak között voltak, és sorra döntötték a sebességi rekordokat.
Sopwith Pup (1917)
Az első világháború alatt a repülőgépek hatalmas átalakuláson mentek keresztül. A háborús duplafedelűek már jóval gyorsabbak és kezesebbek voltak elődeiknél. A Sopwith Pup kis forgatómotorjával túllépte a 185 km/h sebességet, és kitűnő irányíthatósága révén a légi harcok gladiátorává lett.
Hawker Hart
A Hartot Sydney Camm, a Hawker-gyár mérnöke tervezte. A kétüléses bombázó gép az akkori idők leggyorsabb repülője lett.
Supermarine S.6B
A húszas évek közepére a repülőgép szerkezete már annyira megerősödött, hogy a legtöbb gyár visszatérhetett az egyszárnyú gépekhez. A Supermarine 1929-ben megnyerte a hidroplánok számára kiírt Schneider-kupát. Ekkor sebessége 529 km/h volt.

## Fejlesztések a két világháború között
A két világháború közötti időszak volt a repülés hőskora. J. Alcock és A. Brown elsőként szállt át egyhuzamban az Atlanti-óceán felett Kingsfort Smith pedig a Csendes-óceánt repülte át. Csakhamar megindult a rendszeres légi utasszállítás. A gyárak elkezdték a modern utasszállító repülőgépek gyártását.
A kor legendás felfedezője Almásy László, aki gépkocsival, repülőgéppel járta Afrikát.
Boeing 247D

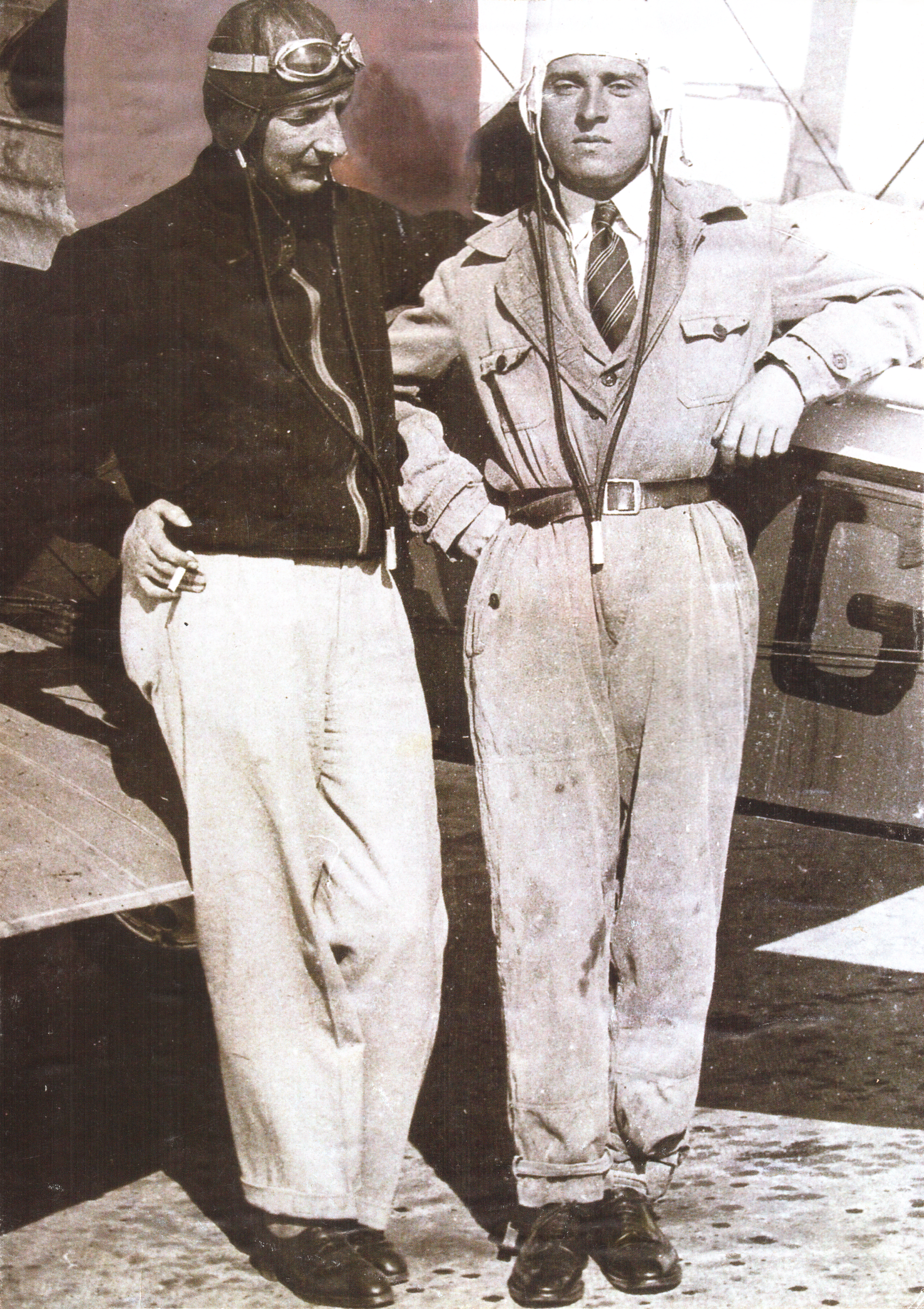
Almásy László Mátyásföldön, 1931-ben

A légi forgalom minden nemzetek felett az Egyesült Államokban bővült a leggyorsabban, mert a postaszolgálat is nyereséget hozott a légitársaságoknak, az utasszállító gépek pedig különösen gyors fejlődésen mentek keresztül. 1933-ban a Boeing cég készítette 247-es gép volt a világ első modern utasszállító repülője.
A maga idejében a Boeing 247D volt a világ egyik legkorszerűbb repülőgépe. Monoplán elrendezésű, áramvonalas törzsét fémköpeny burkolta, futóművét pedig felszállás után a szárnyba vissza lehetett húzni. Légellenállása így annyira csökkent, hogy csaknem 300 km/h lett a csúcssebessége, vagyis gyorsabb volt, mint a kor legtöbb harci repülője, s utasait csaknem húsz óra alatt átrepítette az Egyesült Államok felett.
Havilland Dragon
Mai utódaikhoz képest a régi utasszállítók meglehetősen aprók voltak. 1933-ban kezdték el gyártani a Havilland Dragon utasszállító gépet. A Dragon csupán 8 utas szállítására volt képes (igaz, a Boeing 247-ben is csak 10 utas fért el). Az üléssorokkal berendezett utastér csak ennek a gépnek a korában lett általános.

## Sugárhajtású repülőgépek
A sugárhajtású gépek a negyvenes években jelentek meg, és azóta teljesen átformálták a légi közlekedést. Addig csak a leggazdagabbak engedhették meg maguknak a repülést, de ma már évente sok millió ember ül repülőgépre. A sugárhajtású gépeket nagy átáramlású gázturbinák hajtják, ráadásul gyorsabbak és csöndesebbek elődeiknél.
Comet
A világ első sugárhajtású utasszállító gépe, a Comet 1952-ben jelent meg, és rögtön felére csökkentette a repülési időt. A Cometek közül azonban néhányat tragikus baleset ért, így csak az 1958-ban született Boeing 707-essel köszöntött be a sugárhajtású utasszállítók kora.
Bell X-1
A speciális építésű Bell X-1-gyel Chuck Yeager pilótának 1947-ben sikerült túlszárnyalnia a hangsebességet. Ekkor 1100 km/h-val repült.
Boeing 747
Amikor 1970-ben megjelent a Boeing 747-es, sok szakember figyelte hitetlenül, vajon lesz-e az ”óriásgépnek” valaha elég utasa. Ám a ”Jumbo ” nagy befogadóképességével olcsóbbá tette a repülést, s ezzel milliószámra vonzotta és vonzza ma is az utasokat.
Concorde
Az egyetlen bevált szuperszonikus utasszállító gép, a Concorde kétszer olyan gyorsan repült át az Atlanti-óceán felett, mint a hagyományos sugárhajtású gépek.
Airbus A380
Az Airbus A380 kétszintes, négyhajtóműves, szélestörzsű utasszállító repülőgép, az európai Airbus vállalat terméke. Első felszállását 2005. április 27-én hajtotta végre a franciaországi Toulouse-ból, első menetrend szerinti útját 2007. október 25-én teljesítette Szingapúr és Sydney között a Singapore Airlines színeiben. Utazósebesség 0,89 Mach (945 km/h), Max. repülési sebesség 0,96 Mach (1020 km/h).

## A helikopter

Helikopter

Minden repülő gépezet közül a helikopter a legsokoldalúbb jármű. Rotorjával pillanatok alatt a levegőbe emelkedik, képes egy helyben lebegni, és egy autóbusznál alig nagyobb területre is leszállhat. Pilótájának - a hagyományos merevszárnyú repülővel ellentétben, ahol magassági- csűrő -és oldalkormányokkal irányítják a gépet- a helikoptert lábpedálokkal mozgatott faroklégcsavar állásszögvezérlővel, (mint oldalkormány), a ”kollektív” (emelkedés-süllyedés) és a ”ciklikus ” kormánnyal(előre, hátra, balra billentés-jobbra billentés), valamint a hajtómű teljesítmény szabályzóval kell vezetnie. A helikopter a forgalom-ellenőrzéstől a vízből való mentésig igen sokféle helyzetben bebizonyította, hogy nagyszerű találmány.
Alig négy évvel a Wright fivérek első repülőútja után, 1907-ben Paul Cornu francia mechanikusnak sikerült kezdetleges kétrotoros helikopterével - ha csak húsz másodpercre is - felemelkednie a földről.
Az első igazi helikoptert, a ”Kolibri ” -t egy német feltaláló, Anton Flettner építette meg 1937-ben.